# 長尾刺鼻單棘魨
長尾刺鼻單棘魨，又稱長尾前孔魨，為輻鰭魚綱魨形目鱗魨亞目單棘魨科的其中一種，分布於中太平洋東部大溪地島及庫克群島海域，棲息深度18-21公尺，體長可達13.2公分，棲息在底層水域，生活習性不明。

## 扩展阅读
維基物種上的相關：長尾刺鼻單棘魨